# Super Football
 (septembre 2023).
Si vous disposez d'ouvrages ou d'articles de référence ou si vous connaissez des sites web de qualité traitant du thème abordé ici, merci de compléter l'article en donnant les références utiles à sa vérifiabilité et en les liant à la section « Notes et références ».
Super Football est un jeu vidéo de football américain, développé par Atari pour l’Atari 2600, et sorti au États-Unis en 1988.

## Système de jeu
Super Football est un jeu de simulation sportive de football américain,. Le joueur peut joueur une partie contre l'ordinateur ou un autre joueur. 
Le principe du jeu est d'essayer d'avancer le plus loin sur le terrain en esquivant l'équipe adverse. Si cette dernière touche le joueur, la balle sera remis en jeu là ou le joueur se trouve. Le but étant d'aller le plus loin possible, il faut donc à tout prix éviter de perdre la balle.